# Olganereis edmondsi
Olganereis edmondsi är en ringmaskart som först beskrevs av Hartman 1954.  Olganereis edmondsi ingår i släktet Olganereis och familjen Nereididae. Inga underarter finns listade i Catalogue of Life.